# Geschäftshaus Beye und Fahl
Das Geschäftshaus Beye und Fahl in Bremen-Mitte, Ortsteil Ostertor, Ostertorsteinweg 1/2, Ecke Am Dobben, stammt von etwa 1910. 
Das Gebäude steht seit 1973 unter Bremischen Denkmalschutz.

## Geschichte
Das viergeschossige verputzte neoklassizistische Wohn- und Geschäftshaus mit der prägnanten runden Eckausbildung, den Loggien und den drei Erker-Risaliten mit oberem Rundabschluss am Dachhaus wurde um 1910 nach Plänen von Werner Heyberger gebaut.
In dem Gebäude befinden sich heute (2022) Wohnungen, Büros, Läden und ein Restaurant als Coffeshop.
Heyberger hat zudem auch 1912 das Haupthaus der Egestorff-Stiftung in Bremen-Osterholz entworfen.